# Lista odcinków serialu anime Dragon Ball GT
Spis odcinków serialu Dragon Ball GT

## Black Star Dragon Ball Saga
| Odcinek | Tytuł polski                     | Tytuł angielski            | Tytuł japoński                                      |
| ------- | -------------------------------- | -------------------------- | --------------------------------------------------- |
| 1       | Nowe wcielenie Songo             | A Devastating Wish         | Nazo no Doragonbōru Shutsugen!! Goku ga Kodomo ni!? |
| 2       | Pan wylatuje w kosmos            | Pan Blasts Off             | Shuyaku wa Watashi! Pan Uchu ni Tobitatsu!!         |
| 3       | Olmek - planeta kupców           | Terror on Imecka           | Chō-Gametsui!! Shōnin no Wakusei Imegga             |
| 4       | List gończy za Songo             | The Most Wanted List       | Wonteddo!! Goku ga Shimei-tehai!?                   |
| 5       | Opuszczamy Olmek                 | Goku vs. Ledgic            | Tsuyoi Yatsu Mikke!! Yōjinbō Rejikku                |
| 6       | Planeta Wielkich Zwierząt        | Like Pulling Teeth         | Chotto Ite Zo!? Goku no Haisha                      |
| 7       | Czarodziejskie wąsy              | Trunks, The Bride          | Itoshi no Hanī!? Hanayome wa Torankusu              |
| 8       | Zounama sprzymierzeńcem          | Whisker Power              | Goku mo Dokkan!! Ohige Pawā Zenkai                  |
| 9       | Nie tylko Songo szuka Kul        | Lord Luud                  | Shimatta!! Goku Tobikomu Wana no Hoshi!?            |
| 10      | Dziki taniec w kosmosie          | Dance and Attack           | Odotte Atakku!? Bonpappa—!!                         |
| 11      | Pan zamieniona w lalkę           | Lord Luud's Curse          | Rudo no Noroi!? Ningyō ni Sareta Pan                |
| 12      | Luud zaczyna działać             | The Last Oracle of Luud    | Kami no Otsuge wa Chō-Meiwaku!! Rudo Kidō           |
| 13      | Tajemniczy Doktor Miu            | The Man Behind The Curtain | Koitsu ga Oyadama!? Nazo no Kagakusha Myu           |
| 14      | Doskonały rytm sposobem na Luuda | The Battle Within          | Rizumu de Batchiri!? Rudo Kōryaku!!                 |
| 15      | Pan robi na złość i odchodzi     | Beginning of the End       | Mō Gurete Yaru!! Pan no Iede!?                      |

## Baby Saga
| Odcinek | Tytuł polski                    | Tytuł angielski              | Tytuł japoński                                     |
| ------- | ------------------------------- | ---------------------------- | -------------------------------------------------- |
| 16      | Tajemnica Gila                  | Giru's Checkered Past        | Mashin Wakusei Emu Tsu... Uragiri no Giru          |
| 17      | Pan bierze sprawy w swoje ręce  | Pan's Gambit                 | Pan ni Omakase! Goku Kyushutsu Sakusen!!           |
| 18      | Songo wpada w złość             | Unexpected Power             | Deta nya Nai Ze! Goku no Chō-Honki                 |
| 19      | Transfer Tronka                 | A General Uprising           | Shutsujin!! Saikyō Myutanto • Rirudo               |
| 20      | Ruchome ściany                  | The Source of Rilldo's Power | Tamageta Zo!! Goku o Osou Kinzoku Tsunami          |
| 21      | Songo w pułapce                 | A Secret Revealed            | Nante Kotta!! Kinzoku Ban ni Natta Goku            |
| 22      | Mutant                          | The Baby Secret              | Abakareta Yabō!! Jaaku Seimeitai Bebī              |
| 23      | Ratunek w kosmosie              | Hidden Danger                | Kakusareta Kiki!? Nanpasen to Nazo no Shōnen       |
| 24      | Nie szata zdobi człowieka       | Discovering The Truth        | Bebī Gyakushu! Nerawareta Saiya-jin!!              |
| 25      | Mały mutant ląduje na Ziemi     | Baby's Arrival               | Taihen Da!! Chikyu ni Bebī ga Arawareta            |
| 26      | Bratobójcza walka               | Saiyan Hunting               | Gohan to Goten... Saiaku no Kyōdai Genka!?         |
| 27      | Interwencja Vegety              | The Attack on Vegeta         | Yabō Kansei!? Nottorareta Bejīta                   |
| 28      | Powrót                          | A Worldwide Problem          | Goku Kaeru... Chikyu wa Zenbu Ora no Teki!?        |
| 29      | Straszliwa zdrada               | The Fall of The Saiyans      | Chō-Yabai!? Supā Saiya-jin Surī Yabureru!!         |
| 30      | Piekielna niespodzianka         | The Game After Life          | Goku Shōmetsu!? Ora wa Shinjimatta Da              |
| 31      | Między dwoma światami           | Collapse From Within         | A- to Odoroku!? Sugoroku Kukan Dai-Hōkai           |
| 32      | Stary znajomy                   | The Return of Uub            | Goku o Kaese!! Ikari no Senshi Ubu                 |
| 33      | Powrót wielkiej małpy           | The Tail's Tale              | Kurae Bebī! Shinsei Ubu Hissatsu Kōsen!!           |
| 34      | Niespodzianka                   | Back in The Game             | Henshin Shippai!? Goku no Ōzaru Ō-Abare!!          |
| 35      | Czwarty stopień                 | Goku's Ascension             | Saikyō!! Goku ga Supā Saiya-jin Fō ni!!            |
| 36      | Role się odwróciły              | The Tuffle Gorilla Attacks   | Fujimi no Kaibutsu!? Kyōaku Ōzaru Bebī             |
| 37      | Podwójny nokaut                 | Old Kai's Last Stand         | Sōzetsu!! Bebī to Goku Daburu Nokku Auto!!         |
| 38      | Zmartwychwstanie Super Sajana   | Family Bonds                 | Min'na no Chikara de... Supā Saiya-jin Fō Fukkatsu |
| 39      | Bebi unicestwiony               | Baby Put To Rest             | Kore de Saigo Da! Tsui ni Bebī Shōmetsu            |
| 40      | Ważna decyzja Szatana Serduszko | Piccolo's Decision           | Chikyu Bakuhatsu!! Pikkoro no Judai na Ketsui      |

## Super Android 17 Saga
| Odcinek | Tytuł polski                                                   | Tytuł angielski                     | Tytuł japoński                                             |
| ------- | -------------------------------------------------------------- | ----------------------------------- | ---------------------------------------------------------- |
| 41      | Kto będzie następcą Herkulesa?                                 | Curtain Call                        | Tenka-ichi Budōkai Satan no Kōkeisha wa Dare               |
| 42      | Giń Songo! Mówią potężni wrogowie wracający z piekła           | A Dangerous Union                   | Shine Goku!! Jigoku kara Yomigaeru Kyōteki-tachi           |
| 43      | Odrodzenie potężnych wojowników z piekła: Komórczaka i Frezera | The Resurrection of Cell and Frieza | Jigoku no Ma-Senshi! Seru ando Furīza Fukkatsu             |
| 44      | Dwa w jednym                                                   | 17 Times 2                          | Kyūkyoku no Jinzōningen! Futari no Jūnana-gō Gattai        |
| 45      | Songo! Czekają na ciebie                                       | Piccolo's Best Bet                  | Isoge Gokū!! Jigoku kara Dasshutsu Dai-Sakusen             |
| 46      | Potworna walka                                                 | Raising The Stakes                  | Gekitotsu! Sūpā Saiya-jin Fō Bāsasu Sūpā Jūnana-gō         |
| 47      | Unicestwienie Super 17                                         | The Greatest Surprise               | Dai-Gyakuten! Gokū to Jūhachi-gō no Nidan Kōgeki Sakuretsu |

## Shadow Dragon Era
| Odcinek | Tytuł polski                                      | Tytuł angielski         | Tytuł japoński                                       |
| ------- | ------------------------------------------------- | ----------------------- | ---------------------------------------------------- |
| 48      | Nowy wróg - Czarny Smok                           | The Shadow Dragons      | Kore wa Bikkuri! Shenron wa Teki ni!?                |
| 49      | Porażająca technika Dwugwiezdnego Smoka           | The Two-Star Dragon     | Saikyō no Teki!? Kyōfu no Urawaza o Tsukau Ryū       |
| 50      | Pięciogwiezdny Smok - Elektryczny Potwór          | The Five-Star Dragon    | Saiya Pawā Gyokusai!? Denkijū Ūshinron               |
| 51      | Fala uderzeniowa Pan                              | The Six-Star Dragon     | Ryūshinron! Dai Tatsumaki Kōgeki no Jakuten o Sagase |
| 52      | Pan w niebezpieczeństwie                          | The Seven-Star Dragon   | Pan Abunê! Chīshinron no Totteoki                    |
| 53      | Czy Pan zginęła?                                  | Saying Goodbye          | Pan ga Shōmetsu!? Namida no Jūbai Kamehameha         |
| 54      | Słoneczny Wojownik                                | The Four-Star Dragon    | Sesshi Rokusen-do no Pawā! Taiyō no Senshi           |
| 55      | Plan Vegety                                       | The Heart of the Prince | Buruma Ugoku! Bejīta Kaizō Keikaku                   |
| 56      | Bracia Smoki: ogień i lód                         | The Three-Star Dragon   | Taiyō no Tsugi wa gokkan! Honō to Kōri no Kyōdai Ryū |
| 57      | Niepokonana moc                                   | The One-Star Dragon     | Tsuyosa Attōteki!! Jaaku Ryū o Shihai Suru Ryū       |
| 58      | Potężniejszy niż Super Wojownik czwartego poziomu | Shadow Dragons Unite    | Hangeki Kaishi! Sūpā Saiya-jin Fō o Koero            |
| 59      | Vegeta przeobraża się w wielką małpę              | Super Saiyan 4 Vegeta   | Teki ka Mikata ka... Ōzaru Bejīta Ō-Abare            |
| 60      | Potężny Super Gogeta                              | Super Saiyan 4 Fusion   | Fyūjon!! Kyūkyoku no Sūpā Gojīta                     |
| 61      | Songo połyka Czterogwiezdną Kulę                  | The Limits of Power     | Zettai Katsu Zo!! Sūshinchū o Kutta Gokū             |
| 62      | Nieoczekiwany sprzymierzeniec                     | Rescue Goku             | Gokū o Sukue! Saigo no Mikata Tōjō                   |
| 63      | Songo ratuje wszechświat                          | Universal Allies        | Kiseki no Gyakuten Shōri!! Uchū o Sukutta Gokū       |
| 64      | Żegnaj Songo, może kiedyś się spotkamy            | Until We Meet Again     | Saraba Gokū... Mata Au Hi Made                       |